# Paratropis pristirana
Espèce
Paratropis pristirana est une espèce d'araignées mygalomorphes de la famille des Paratropididae.

## Distribution
Cette espèce est endémique d'Équateur. Elle se rencontre dans les provinces de Cotopaxi et de Pichincha entre 1 346 et 1 521 m d'altitude.

## Description
Le mâle holotype mesure 10,58 mm et la femelle paratype 13,54 mm.

## Systématique et taxinomie
Cette espèce a été décrite par Dupérré et Tapia en 2020.

## Étymologie
Son nom d'espèce lui a été donné en référence au lieu de sa découverte, la réserve naturelle de Pristirana.

## Publication originale
- Dupérré & Tapia, 2020 : « On the putatively incorrect identification and "redescription" of Paratropis elicioi Dupérré 2015 (Paratropididae, Araneae) with the description of two new sympatric species from Ecuador. » Zootaxa, no 4869(3), p. 326-346.